# Hypocala holcona
Hypocala holcona är en fjärilsart som beskrevs av Swinhoe 1895. Hypocala holcona ingår i släktet Hypocala och familjen nattflyn. Inga underarter finns listade i Catalogue of Life.